# Kenya Airways
Kenya Airways ist eine kenianische Fluggesellschaft mit Sitz in Nairobi und Basis auf dem Flughafen Jomo Kenyatta International sowie Mitglied der Luftfahrtallianz SkyTeam.

## Geschichte

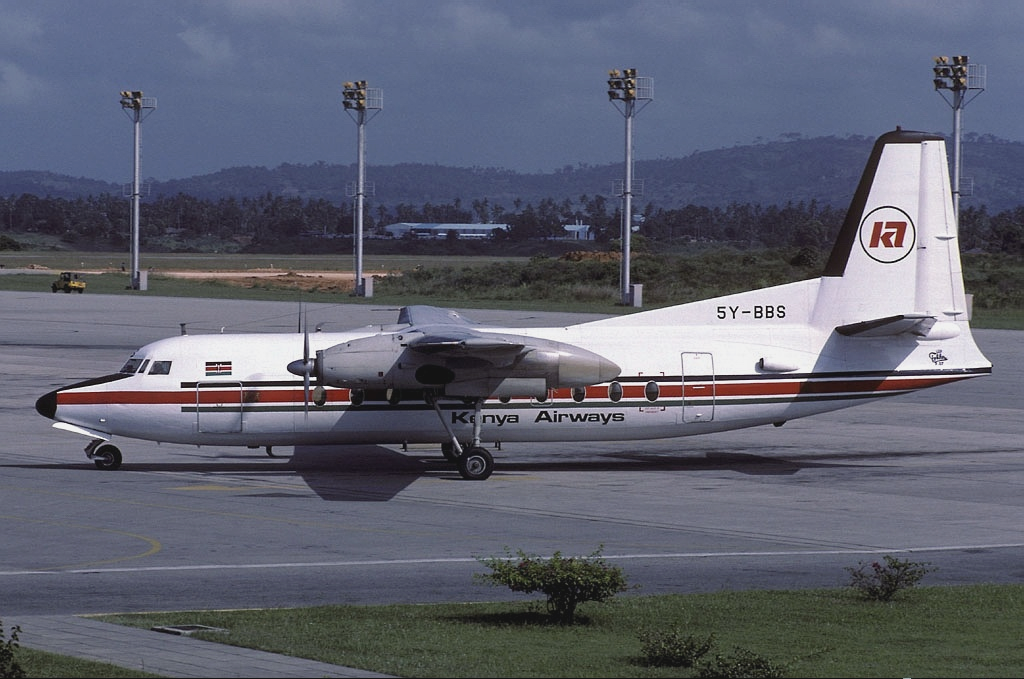
Fokker F27 Friendship der Kenya Airways, Moi 1982

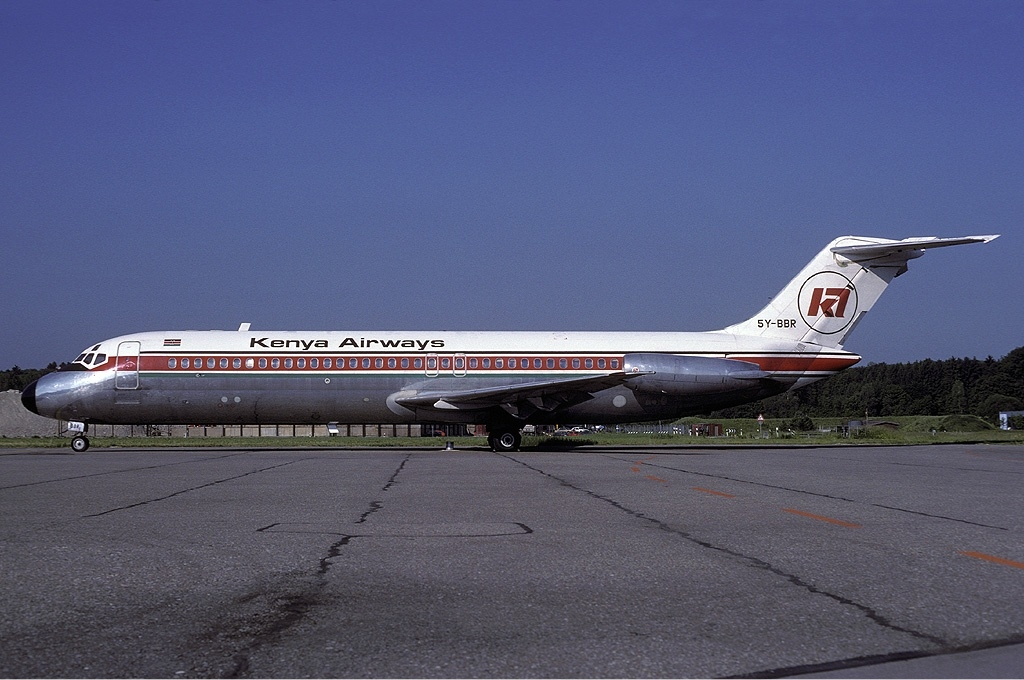
Douglas DC-9-32 der Kenya Airways, 1982

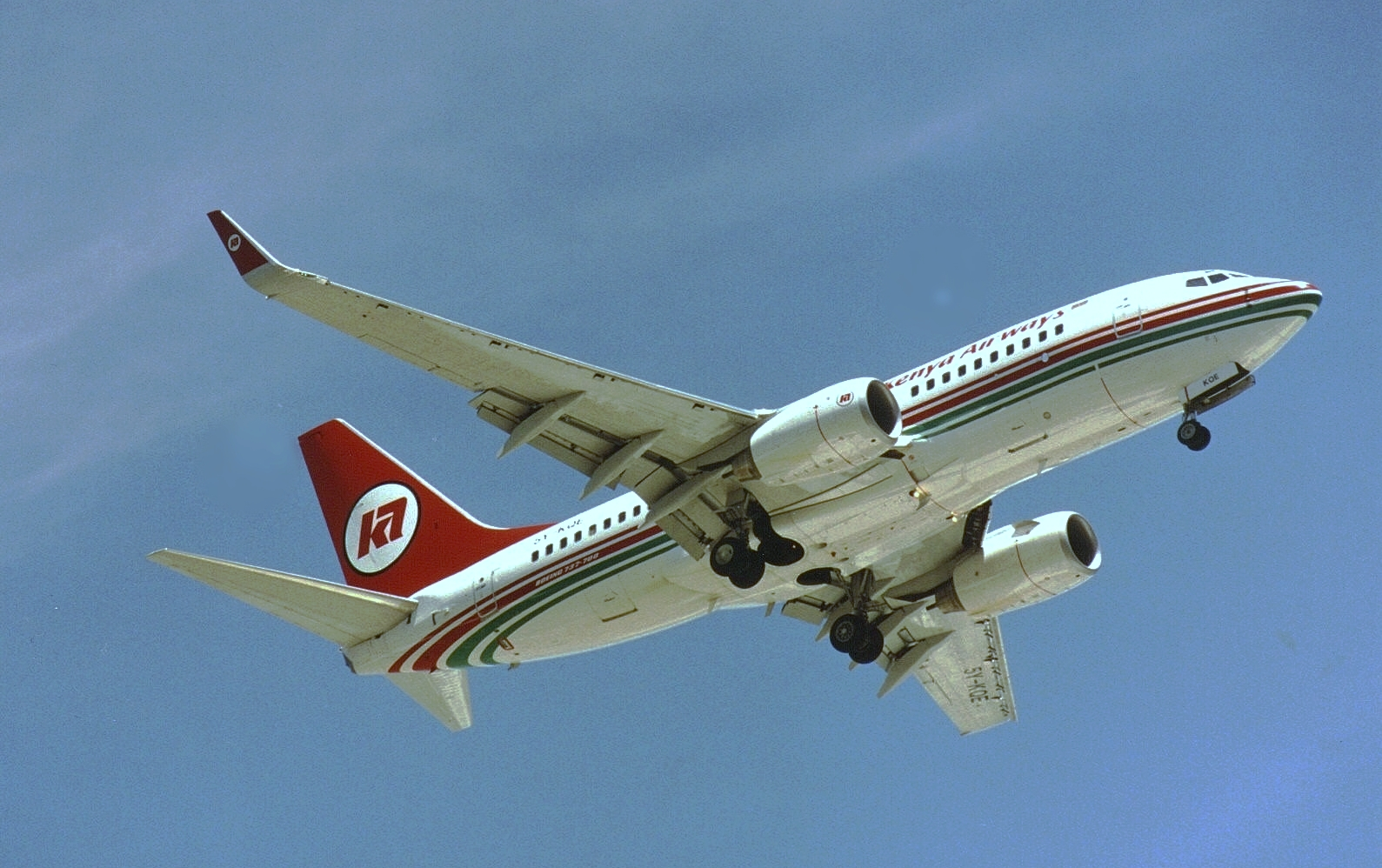
Boeing 737-700 der Kenya Airways, 2002

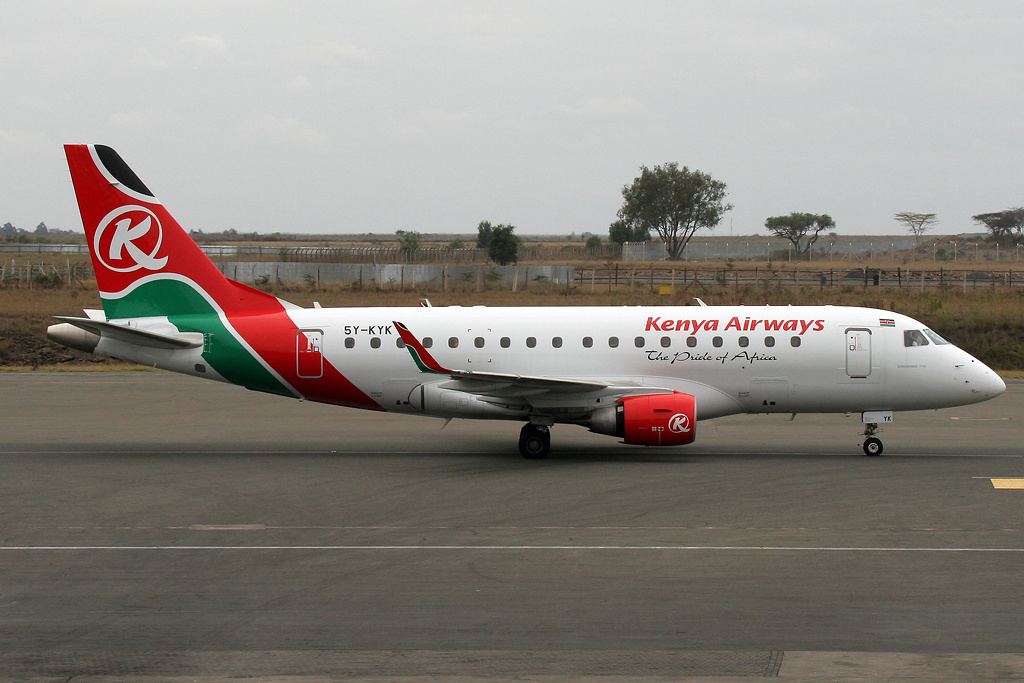
Embraer 170 der Kenya Airways, Nairobi 2007

Die Fluggesellschaft wurde im Februar 1977 gegründet, nachdem die Ostafrikanische Gemeinschaft zusammenbrach, was den Untergang der alten East African Airways bedeutete. Der Liniendienst wurde am 4. Februar 1977 aufgenommen und die Fluggesellschaft war bis April 1996 komplett im Besitz der kenianischen Regierung. Im Jahr 1986 wurde das Sessional Paper Number 1 von der kenianischen Regierung veröffentlicht, in dem betont wurde, dass die Fluggesellschaft in der Hand privater Investoren besser aufgehoben wäre. Dies resultierte im ersten Versuch die Fluggesellschaft zu privatisieren. Die Regierung ernannte Philip Ndegwa zum Vorstandsvorsitzenden, mit dem Auftrag die Fluggesellschaft zu privatisieren.
Im Geschäftsjahr 1993/1994 erwirtschaftete die Fluggesellschaft erstmals seit dem Beginn der Kommerzialisierung einen Gewinn. Im Jahr 1994 wurde die International Finance Corporation damit beauftragt, der Fluggesellschaft beim Privatisierungsprozess behilflich zu sein. Im Jahr 1995 wurden massive finanzielle Änderungen vorgenommen, wie die Reduzierung von Schulden und ein Kooperationsabkommen mit KLM. Im Jahr 1996 ging die Fluggesellschaft in Nairobi an die Börse. Im April 2004 wurde die Marke Kenya Airways Cargo wiedereingeführt, im Juli 2004 wurde die regionale Tochtergesellschaft Flamingo Airlines in die Muttergesellschaft integriert.
Aufmerksamkeit erlangte die Fluggesellschaft vor allem durch ihre Bestellung und den Betrieb moderner Flugzeugtypen, wie beispielsweise der Boeing 737 Next Generation, Boeing 777, Boeing 787 oder Embraer 190. Die Fluggesellschaft gewann nach eigenen Angaben insgesamt viermal den „African Airline of the Year Award“, verliehen vom African Aviation Magazine.
Am 4. September 2007 wurde Kenya Airways assoziiertes Mitglied der Luftfahrtallianz SkyTeam, im Juni 2010 Vollmitglied.
Im Frühjahr 2015 gab Kenya Airways bekannt, alle ihre Boeing 777 auszumustern. Grund sei die massiv eingebrochene Nachfrage aufgrund der angespannten Sicherheitslage in Kenia, die Ebolafieber-Epidemie 2014 und die Konkurrenz von Emirates und Etihad Airways. Im Mai 2015 erhielt die Gesellschaft von der Regierung einen Kredit in der Höhe von 43 Millionen US-Dollar und die auf Luftfahrt spezialisierte Unternehmensberater Seabury Consulting wurde beauftragt die Wirtschaftlichkeit der Gesellschaft zu verbessern.
Kenia als Land ist gemäß der Federal Aviation Administration seit Februar 2018 als Kategorie eins eingestuft, womit Fluggesellschaften aus Kenia inklusive der Kenya Airways in die Vereinigten Staaten fliegen dürfen. Am 29. Oktober 2018 landete zum ersten Mal ein Flugzeug der Kenya Airways in New York. Die Verbindung wird seitdem täglich mit einer Boeing 787-8 angeboten.
Seit dem 28. Februar 2021 ist Allan Kilavuka Geschäftsführer der Fluggesellschaft. Er war in der Vergangenheit in gleicher Position bei Jambojet tätig.
Ende September 2021 wurde bekanntgegeben, dass in enger Kooperation mit South African Airways eine panafrikanische Luftgesellschaftsgruppe bis 2023 aufgebaut werden soll. Mitte 2022 wurde mit dieser ein Codesharing-Abkommen geschlossen.

## Eigentumsstrukturen und Finanzen
Die Fluggesellschaft ist im Besitz von kenianischen Kleinanlegern (30,94 %), kenianischen Großinvestoren (14,2 %), KLM Royal Dutch Airlines (26 %), der kenianischen Regierung (23 %) und anderen ausländischen Investoren (5,86 %). Seit Februar 2019 ist die erneute Verstaatlichung der Fluggesellschaft zum Schutz vor internationalen, durch Staatsgelder unterstützte Konkurrenten, im Gespräch.
Kenya Airways hält seit März 2003 49 % an der tansanischen Fluggesellschaft Precision Air und führt mit dieser auch Codesharing-Flüge durch.
Im Geschäftsjahr 2013/14 (1. April 2013–31. März 2014) betrug der Umsatz 106,009 Milliarden Kenia-Schilling, das entspricht etwa 791 Millionen Euro. Dabei wurde ein Verlust vor Steuern von 4,861 Milliarden Kenia-Schilling (etwa 36 Millionen Euro) erwirtschaftet. Es wurden 3.989 Mitarbeiter beschäftigt, 3.719.590 Passagiere befördert und 71.340 Tonnen Fracht transportiert. Die durchschnittliche Sitzauslastung betrug 65,6 %.

## Flugziele
Kenya Airways bedient neben nationalen Zielen auch Orte in Afrika, Europa, Asien, Nordamerika und dem Nahen Osten.

## Flotte

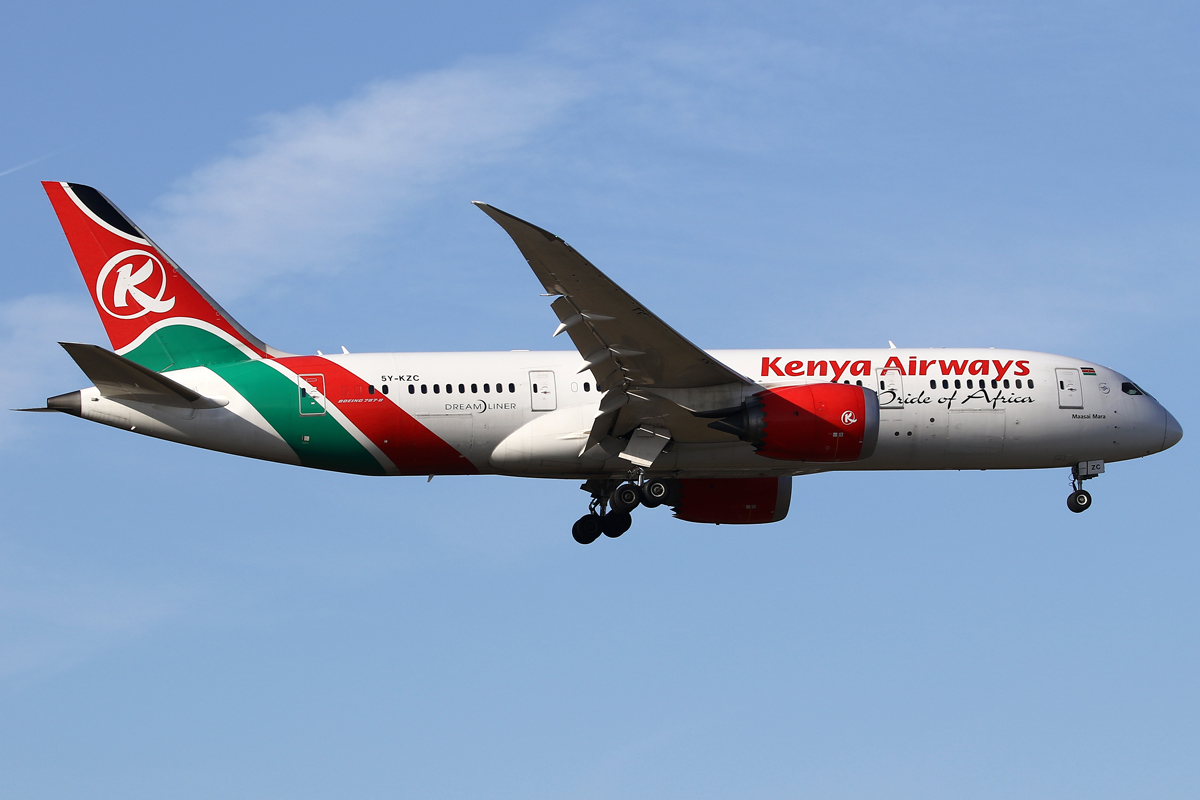
Boeing 787-8 der Kenya Airways, 2018

### Aktuelle Flotte
Mit Stand Januar 2024 besteht die Flotte der Kenya Airways aus 33 Flugzeugen mit einem Durchschnittsalter von 12,0 Jahren:
| Flugzeugtyp     | Anzahl | bestellt | Anmerkungen                             | Sitzplätze (Business/Economy) | Durchschnittsalter (Januar 2024) |
| --------------- | ------ | -------- | --------------------------------------- | ----------------------------- | -------------------------------- |
| Boeing 737-300  | 02     |          | inaktiv; Frachtflugzeuge                | Cargo                         | 25,4 Jahre                       |
| Boeing 737-800  | 08     |          | eine inaktiv; mit Winglets ausgestattet | 145 (16/129)                  | 12,5 Jahre                       |
| Boeing 737-800F | 01     |          | inaktiv; Frachtflugzeug                 | Cargo                         | 12,5 Jahre                       |
| Boeing 787-8    | 09     |          |                                         | 234 (30/204)                  | 9,3 Jahre                        |
| Embraer 190     | 13     |          | zwei inaktiv                            | 96 (12/84)                    | 11,5 Jahre                       |
| Gesamt          | 33     | -        |                                         |                               | 12,0 Jahre                       |

### Ehemalige Flugzeugtypen

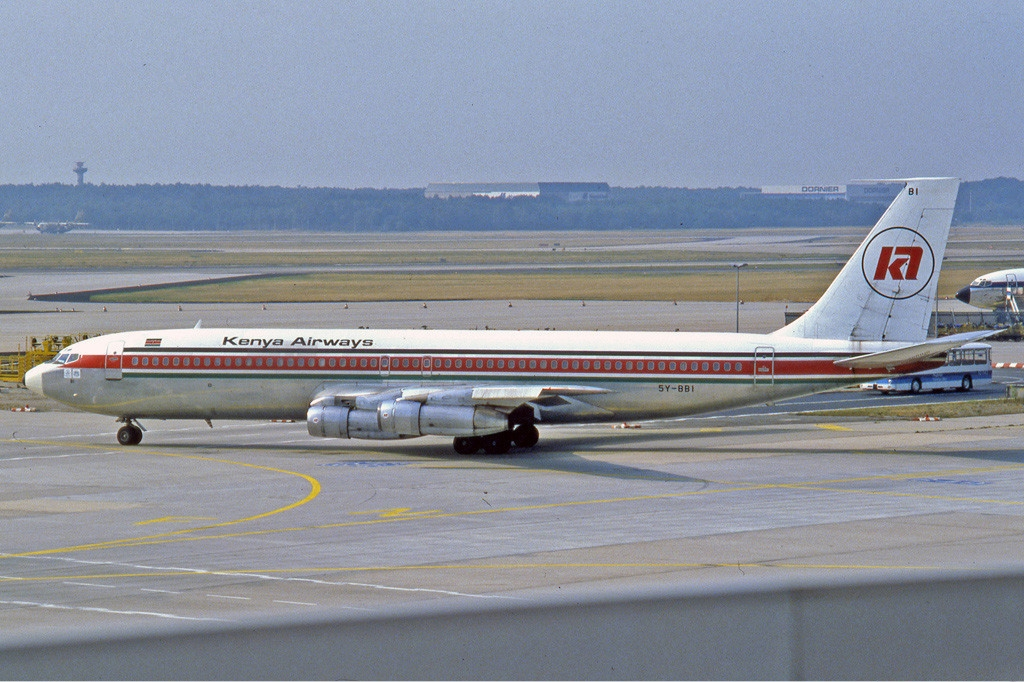
Boeing 707 der Kenya Airways, Frankfurt 1983

- Airbus A310-300
- Boeing 707
- Boeing 720B
- Boeing 737-200/300/700
- Boeing 767-300ER
- Boeing 777-200ER/300ER
- Douglas DC-8-71
- Douglas DC-9-32
- Embraer 170
- Fokker F-27
- Fokker 50
- Saab 340B

## Zwischenfälle

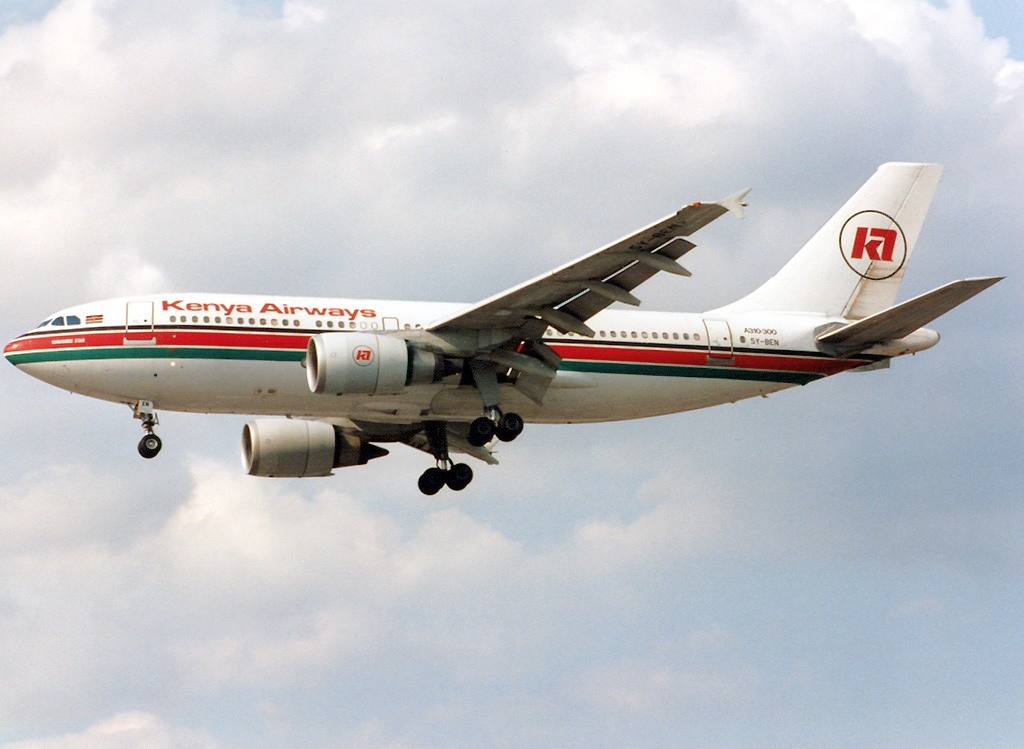
Der im Januar 2000 verunglückte Airbus A310-300 der Kenya Airways

Bei Kenya Airways kam es von 1988 bis September 2019 zu vier Totalschäden von Flugzeugen. Bei zwei davon kamen 283 Menschen ums Leben. Auszüge:
- Am 30. Januar 2000 ertönte an einem Airbus A310-300 mit dem Luftfahrzeugkennzeichen 5Y-BEN kurz nach dem Start in Abidjan in der Elfenbeinküste eine automatische Warnung, die vor einem bevorstehenden Strömungsabriss warnte. Der Kopilot leitete auf das Signal, das sich später als Fehlalarm herausstellte, einen Sinkflug ein und lenkte die Maschine dabei ins Meer (Gesteuerter Flug ins Gelände). Von den 179 Menschen an Bord kamen 169 ums Leben (siehe auch Kenya-Airways-Flug 431).[21]

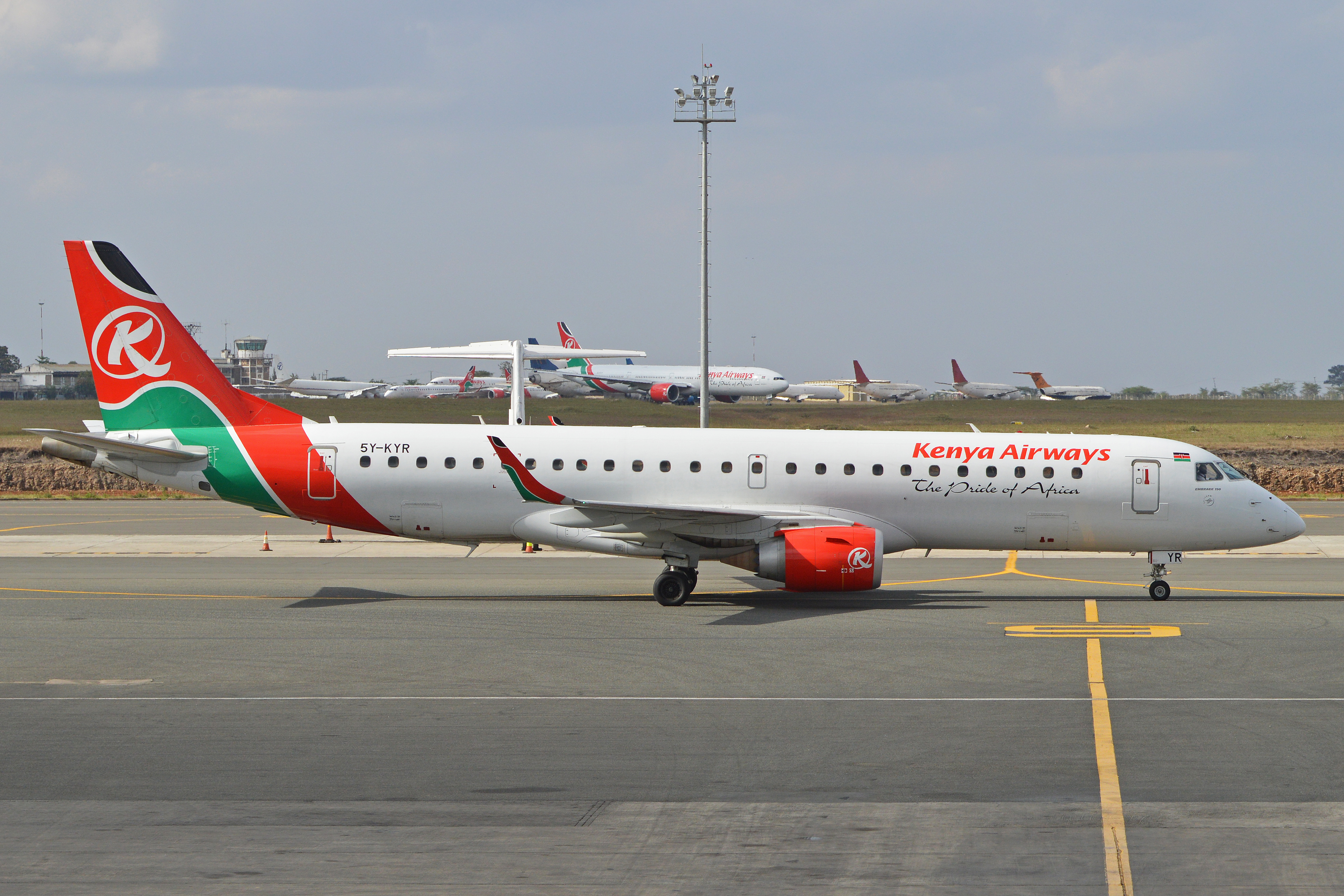
Die im Februar 2019 zum Totalschaden gewordene Embraer 190 der Kenya Airways

- Am 5. Mai 2007 stürzte eine Boeing 737-800 (5Y-KYA) mit 114 Menschen an Bord auf dem Flug von Douala, Kamerun nach Nairobi aufgrund eines Pilotenfehlers kurz nach dem Start ab. Der Kapitän hatte die Maschine Sekunden nach dem Start aufgrund räumlicher Desorientierung in eine zu starke Rechtsneigung gebracht, sodass diese in einen Spiralflug überging und schließlich zu Boden stürzte. Alle 114 Insassen kamen ums Leben (siehe auch Kenya-Airways-Flug 507).[22]

- Als am 9. Februar 2019 an einer Embraer E-190 (5Y-KYR), die sich zur Wartung am Flughafen Jomo Kenyatta International befand, die Triebwerke gestartet wurden, setzte sich die Maschine in Gang und überrollte die vor den Rädern platzierten Unterlegkeile. Um einen Zusammenstoß mit einem Hangar abzuwenden, lenkte der am Steuer sitzende Techniker die Maschine in eine zweite, geparkte E-190 (5Y-FFF). Beide Maschinen wurden bei dem Vorfall schwer beschädigt und schließlich als Totalverluste abgeschrieben.[23][24]